# 張公素
張公素（9世纪—？），唐朝軍閥，于872年至875年间擔任幽州节度使（军部在今北京），并实质独立于朝廷。

## 生平
張公素生年不详。他来自幽州军部范陽，为曾任幽州节度使的张仲武的从弟。回鹘宰相赤心一族向东威胁渔阳，张仲武与张公素率部下劲卒三万大破之，收其侯王贵族千余人，收降三万余人，获牛马橐驼旃墙帐幕等不可胜计。唐懿宗咸通年间（860年-874年），张公素在幽州节度使张允伸手下为列将，最后官至平州（在今河北秦皇岛）刺史。
咸通十三年（872年）二月，张允伸去世。唐懿宗最初任其子张简会为留后。张公素率平州军向卢龙军部幽州行进，参加张允伸的葬礼。由于卢龙军士素来敬张公素威望，张简会害怕他是来攻打自己的，也知道制不住他，三月，逃到了长安。张公素得军中推举，自称留后。四月，唐懿宗就任张公素为留后，六月又任他为全权的节度使。

### 任节度使
宰相路岩排挤前宰相刘瞻，贬为驩州司户参军事，又想杀害。张公素上疏申解，路岩等于是不敢害刘瞻。
十四年（873年）二月，因振武节度使李国昌作乱杀害云州防御使段文楚，懿宗诏河东节度使崔彦昭与张公素率师讨之，无功。七月，唐懿宗驾崩，子唐僖宗继位，九月加张公素同中書門下平章事的宰相头衔。
张公素任节度使后，性情變為残暴粗鲁，常以眼白示人，故被称作“白眼相公”，军士开始不再依附他。乾符二年（875年），回鹘阿布思军官李茂勳计划反叛他。当时，幽州軍人很信服纳降军使陈贡言。李茂勳将陈贡言袭杀后，夺其军权，进军幽州，自称是陈贡言的先锋部队。张公素迎战，兵败，逃到长安。当李茂勳进入幽州，人们才知道这不是陈贡言，但也只能支持李茂勳了。
僖宗贬张公素为复州（在今陕西汉中）司户参军。这是关于张公素的最后的记载。

## 评价
- 《旧唐书》
  - 史臣曰：（幽州）二百余年，自相崇树，虽朝廷有时命帅，而土人多务逐君。习苦忘非，尾大不掉，非一朝一夕之故也。……如朱克融、杨志诚、史元忠、张公素、李可举、李全忠，以不仁得之，靡更曩志。或寻为篡夺，或仅传子孙，咸非令终，盖其宜也。
  - 赞曰：……余因篡得，不仁何逃？[2]

## 延伸阅读
[在维基数据编辑]
 《舊唐書/卷180》，出自刘昫《舊唐書》
 《新唐書·卷212》，出自《新唐書》